# Josh Holloway
Josh Lee Holloway (San Jose, 20 juli 1969) is een Amerikaans acteur. Hij won in 2010 een Saturn Award voor zijn rol als James 'Sawyer' Ford in de televisieserie Lost.

## Biografie
Holloway groeide samen met zijn drie broers op in het gebied rondom de Blue Ridge Mountains in de staat Georgia. Hij verhuisde later naar Los Angeles. Na een jaar gestudeerd te hebben aan de Universiteit van Georgia koos hij voor een modellencarrière en reisde hij door heel Amerika en Europa. Daarna werd Holloway acteur. Zijn eerste rol was er een als 'de knappe jongen' in een aflevering van de serie Angel in 1999. Andere eenmalige rollen had hij in onder meer Walker, Texas Ranger en CSI: Crime Scene Investigation. Twee jaar na zijn acteerdebuut was Holloway voor het eerst te zien op het witte doek, in de misdaadfilm Cold Heart (2001).
Holloway trouwde in 2004. Zijn vrouw en hij kregen in 2009 hun eerste kind, een dochter. In 2014 volgde een zoon.

## Filmografie
*Exclusief televisiefilms
- Battle of the Year (2013)
- Paranoia (2013)
- Mission: Impossible - Ghost Protocol (2011)
- Stay Cool (2009)
- Whisper (2007)
- Dr. Benny (2003)
- My Daughter's Tears (2002)
- Mi amigo (2002)
- Moving August (2002)
- Cold Heart (2001)
- Sabotage (2014)

## Televisieseries
*Exclusief eenmalige gastrollen
- Angel – Good Looking Guy (1999, 1 aflevering)
- Walker, Texas Ranger – Ben Wiley (2001, 1 aflevering)
- Sabretooth – Trent Parks (2002, televisiefilm)
- CSI: Crime Scene Investigation – Kenny Richmond (2003, 1 aflevering)
- The Lyon's Den – Lana's Boytoy (2003, 1 aflevering)
- NCIS – Sheriff (2004, 1 aflevering)
- Good Girls Don't – Eric (2004, 1 aflevering)
- Lost – James 'Sawyer' Ford (2004–2010, 118 afleveringen)
- Community – Black Rider (2011, 1 aflevering)
- Five – Bill (2011, TV Film)
- Yo Gabba Gabba! – Farmer Josh (2013, 1 aflevering)
- Intelligence – Gabriel Vaughn (2014, 13 afleveringen)
- Colony – Will Bowman (2016–2018, 36 afleveringen)